# 日高優月
日高 優月（ひだか ゆづき、1998年〈平成10年〉4月1日 - ）は、日本のアイドル、YouTuberであり、女性アイドルグループSKE48の元メンバーである。
愛知県出身。

## 略歴
2012年10月、SKE48第6期生オーディションに仮合格。2013年1月1日、SKE48劇場で行われた元旦公演にて、第6期候補生として仮お披露目。2013年2月28日、SKE48劇場にて、第6期生メンバーとして正式お披露目。
2014年2月24日、Zepp DiverCityで開催された『AKB48グループ大組閣祭り』において、チームKIIへの昇格が発表された。
2016年5月から6月にかけて実施された『AKB48 45thシングル 選抜総選挙』では79位で、アップカミングガールズに選出された。2016年8月17日、SKE48の20thシングル「金の愛、銀の愛」で初めて選抜入りした。
2020年6月18日、YouTube公式チャンネル『ドラ女ゆづきのスクイズTV』を開設。
2021年8月、アパレルブランド「moz FOREST LABEL」と日高のコラボレーション企画がスタート。同月26日より、コラボデザインアイテムの販売受付が開始された。
2023年6月8日、SKE48劇場公演で卒業発表。同年10月31日をもって活動終了。

## 人物
愛称は、ゆづき。かつては「ひだかこんぶ」という愛称も使っていた。キャッチフレーズは、「名古屋名物、手羽先、きしめん、ひつまぶし、味噌煮込みうどん、あと〜?（ゆづき〜） いつでもなんでも全力な日高優月です！」。
将来の夢はスポーツに関わる仕事をすること。

### SKE48
SKE48加入前の2011年にa-nationを観覧し、SKE48のパフォーマンスに感動したことがグループに入るきっかけとなった。父親は当初、日高がSKE48に加入することに難色を示していたが日高が大学まで両立する決意を聞き、加入後も日高を支えている。

### 中日ドラゴンズファンとして
趣味は野球観戦とアイドル研究。父親の影響で、熱狂的な中日ドラゴンズのファン。ユニットでレギュラー番組をもつ東海ラジオ放送のスポーツ情報番組に、ソロとしてもレギュラー出演している。基本的に野球好きで、中日以外の選手も含めて、プロ野球選手のものまねを特技としており、SKE48 Mobileで「日高優月プレゼンツ・野球MM100連発」（ものまね）の配信を行っている。
本人曰く、母親と兄は読売ジャイアンツのファンであり、ナゴヤドームに応援に行く際は、母親と兄とは別れて応援しているという。

### YouTuberとして
プロ野球セ、パ両リーグ公式戦の開幕を明日に控えた2020年6月18日に、YouTube公式チャンネル『ドラ女ゆづきのスクイズTV』を開設した。YouTubeでは、「ゆづき」名義で活動している。

## SKE48での参加楽曲

### シングル選抜楽曲
SKE48名義
- 「美しい稲妻」に収録
  - 夕立の前 - 「研究生」名義
- 「不器用太陽」に収録
  - サヨナラ 昨日の自分 - 「Team KII」名義
- 「12月のカンガルー」に収録
  - DA DA マシンガン - 「Team KII」名義
- 「コケティッシュ渋滞中」に収録
  - 今夜はJoin us! - 「Team KII」名義
  - 夜の教科書 - 「セレクション17 “AKB49～恋愛禁止条例～”」名義
- 「前のめり」に収録
  - 焦燥がこの僕をだめにする - 「Team KII」名義
- 「チキンLINE」に収録
  - キスポジション - 「Team KII」名義
- 金の愛、銀の愛
  - ハッピーランキング - 「ランクインガールズ2016」名義
- 意外にマンゴー
  - 円を描く - 「Team KII」名義
- 無意識の色
  - ぼっちでスキップ - 「名前呼ばれ隊」名義
- いきなりパンチライン
  - 誰かの耳 - 「Team KII」名義
- Stand by you
  - 蹴飛ばした後で口づけを  - 「Team KII」名義
  - 神様は見捨てない
- FRUSTRATION
  - ゲームしませんか?  - 「Passion For You選抜」名義
- ソーユートコあるよね?
- 恋落ちフラグ
  - あの頃のロッカー - 「Passion For You選抜」名義
- あの頃の君を見つけた
- 心にFlower
- 絶対インスピレーション
- 好きになっちゃった
  - 100年経ったら Kiss me! - 「Team KII」名義

AKB48名義
- 「LOVE TRIP/しあわせを分けなさい」に収録
  - 2016年のInvitation - 「アップカミングガールズ」名義
- 「願いごとの持ち腐れ」に収録
  - イマパラ
- 「ジャーバージャ」に収録
  - 愛の喪明け - 「SKE48」名義
- 「センチメンタルトレイン」に収録
  - ひと夏の出来事 - 「アップカミングガールズ」名義

### アルバム選抜楽曲
SKE48名義
- 『革命の丘』に収録
  - 夏よ、急げ!

### 劇場公演ユニット曲
研究生公演「制服の芽」
- 思い出以上

チームKII 5th Stage「ラムネの飲み方」公演
- クロス（石田安奈・古畑奈和・木下有希子のアンダー）
- 嘘つきなダチョウ
- Nice to meet you!（惣田紗莉渚のアンダー）

SKE48 アップカミング公演
- アップカミング公演～秋～
  - 誰かのせいにはしない
  - ガラスのI LOVE YOU
- アップカミング公演～冬～
  - パジャマドライブ
- アップカミング公演～THE END～
  - 誰かのせいにはしない
  - 少女は真夏に何をする?
  - 恋のPLAN
  - 涙の湘南

チームKII 6th Stage「0start」公演
- Bye Bye Bye（2nd UNIT）
- MARIA

チームKII 7th Stage「最終ベルが鳴る」公演
- リターンマッチ（2nd UNIT）
- ごめんね ジュエル

チームKII 8th Stage「時間がない」公演
- プレシャス

## 出演

### ラジオ
- SKE48♥1×1は1じゃないよ!（2016年8月28日 - 11月13日、東海ラジオ）
- ドラヂカラ!!（2016年9月26日 - 2019年3月25日、東海ラジオ）[注 1][16]
- 大澤広樹のドラゴンズステーション（2019年4月1日 - 、東海ラジオ）[注 2]
- 藤井淳志センターステージ（2025年4月7日 - 、やしの実FM）[17] [注 3]

### 舞台
- ミュージカル「AKB49〜恋愛禁止条例〜」名古屋公演（2015年3月14日・15日、中日劇場） - 男子 役[18]
- 舞台「LIAR GAME murder mystery」（2023年3月11日、飛行船シアター）[19]

### インターネットテレビ
- FIVE STAR 第3回プロアマトーナメント（2021年7月27日、ALBA TV） - MC[20]